# Список систем керування версіями
Це список з достатньо помітних[джерело?] програм для забезпечення контролю версій.

## Лише локальні
Використання лише в локальному середовищі, всі розробники повинні використовувати той же самий комп'ютер.

### Вільні
- RCS (Revision Control System) — із особливостей роботи слід відмітити зберігання різниць, завдяки чому забезпечується більш швидкий доступ до стовбура гілок в порівнянні з SCCS. Також є поліпшений інтерфейс користувача. Мінуси полягають в повільному доступі до гілок і відсутності підтримки включених/виключених різниць.
- PRCS(Project Revision Control System) — робота системи зосереджена на атомних операціях і простоті самої системи; за основу було взято RCS, і, як вважається, переписана з ефективнішою моделлю зберігання даних.
- SCCS (Source Code Control System) — є частиною UNIX; основана на чергованих (interleaved) різницях, може створювати версії як довільні множини.

### Власницькі
- History Explorer — створена шведською компанією Exendo.
- MKS Implementer — створена MKS Inc. для IBM i (System i / iSeries / AS400).

## Розподілені системи
В розподілених системах управління версіями кожен розробник працює безпосередньо зі своїми локальними копіями кодів. Зміни розподіляються між сховищами окремим кроком.

### Вільні
- Aegis — Стара система, орієнтована на роботу з файлами, слабка підтримка мережі
- ArX — Почалась як відгалуження GNU Arch, але була пізніше повністю переписаною
- Bazaar — Написана на Python; децентралізована, і прагне бути швидким і легким у використанні; може без втрат імпортувати Arch архіви
- Codeville — Написана на Python; використовує інноваційний алгортм злиття
- Darcs — Написана на Haskell; може відслідковувати міжлаткові залежності
- DCVS — Децентралізована та заснована на CVS
- Fossil — використовується для розподіленого контролю версій, вікі, і спостереження за помилками
- Git — Розроблена Лінусом Торвальдсом для потреб проекту ядра Linux; децентралізована, і прагне бути швидкою, гнучкою та надійною
- GNU arch — являє собою розподілену систему контролю версій, яка є частиною проекту GNU
- LibreSource — використовується в управлінні конфігурацією
- Mercurial — написана на Python; децентралізована і прагне бути швидкою, легкою, портованою і простою у використанні
- Monotone — децентралізована peer-to-peer способом
- SVK — написана на Perl, побудована поверх Subversion, і дозволяє працювати розподілено
- TCL Database-centric Revision control system (tcldbrcs) — побудована на основі баз даних RCS на PostgreSQL.

### Власницькі
- BitKeeper — використовувався в розробці ядра Linux (2002 — квітень 2005).
- Code Co-op — peer-to-peer система керування версіями (може використовувати e-mail для синхронізації).
- Plastic SCM — вільна для навчання та для проектів з відкритим вихідним кодом.
- TeamWare — розроблена Larry McVoy, створювачем BitKeeper.

## Клієнт-серверна (централізована) модель
В клієнт-серверній (централізованій) моделі розробники використовують єдиний репозиторій спільного користування

### Вільні
- Codendi — вебплатформи для спільної розробки програмного забезпечення
- CVS — спочатку була побудована на RCS
- CVSNT — крос-платформенний порт CVS, який дозволяє використовувати нечутливі до регістру імена файлів
- OpenCVS — сумісна з CVS, з упором на безпеку і коректну роботу з вихідним кодом
- Subversion — була випущена в 2000 р.
- Vesta — система збирання коду з системою контролю версій файлів і підтримкою розподілених сховищ
- CS-RCS — система збирання коду з системою контролю версій файлів і підтримкою розподілених сховищ. Працює на Windows та UNIX. Ліцензія на одного користувача є GPL.

### Власницькі
- AccuRev — входить в інструмент управління з інтегрованою системою трекінгу, базованої на потоках; доступний сервер реплікацій
- Aldon — процесно-орієнтований Application Lifecycle Management інструмент
- Alienbrain — частина інструменту управління конфігурацією компанії Avid Technology
- AllChange — інструмент управління змінами і конфігурацією компанії Intasoft
- AllFusion Harvest Change Manager — інструмент управління змінами і конфігурацією компанії Computer Associates
- Autodesk Vault — система контролю версій, спеціально призначена для додатків Autodesk таких, як AutoCAD і Autodesk Inventor.
- BrightStar Partners — Комплексний контроль версій та управління змінами від BrightStar BSP Partners та BSP Software.
- ClearCase — SCC сумісні системи управління конфігураціями IBM Rational Software
- Configuration Management Version Control — система контролю версій IBM, більше не доступна.
- codeBeamer — платформа керування співпрацею та життєвим циклом програм
- DesignSync — системи управління конфігураціями від MatrixOne
- Evolution — управління версіями від ionForge; є віддалений доступ, моделі розгалуження, настроюваний робочий процес, інтеграція в розробку, графічні інструменти та інструменти моделювання
- FirePublish — багатоплатформна; надає функціонал контролю версій і видавничих програм для вебдодатків
- FtpVC — використовує стандартні FTP сервери
- IC Manage — інструмент управління розробкою для апаратного та програмного забезпечення
- MKS Integrity — Процес-орієнтоване програмне забезпечення управління циклом життя від MKS Inc.
- MOG — система контролю версій і підтримки розробки для відеоігор від MOGware
- MotioCI — система контролю версій і безперервної інтеграції для інструментів від Motio.
- PDMWorks — управління даними від SolidWorks, з підтримкою ERP та інтегрований у Windows Explorer інтерфейс
- Perforce — Вільна для використання в проектах з відкритими кодами.
- Polarion ALM — Програма вебпорталу, що використовує Subversion для керування версіями артефактів (документів, завдань, запитів на зміни, Wiki сторінок тощо)та вихідного коду
- Project Overlord Asset/Project Management Software — розроблений спеціально для комп'ютерної анімації та VFX студій
- PureCM — інструмент контролю версій, який підтримує паралельну та розподілену розробку; використовує підхід базований на потоках для розгалуження і злиття
- Polytron Version Control System (PVCS) — спочатку розроблена Дон Кінзером (Don Kinzer) з Polytron, вперше випущена в 1985 році
- Quma Version Control System
- Randolph [Архівовано 21 січня 2010 у Wayback Machine.] — Система контролю версій базована на SQL, відстежує зміни структури баз даних та зміни даних з часом, дає повний огляд історії баз даних.
- Serena Dimensions — наступник PVCS
- SourceAnywhere Hosted — Серверне рішення контролю вихідних кодів від Dynamsoft
- SourceAnywhere Standalone — Рішення контролю вихідних кодів, базоване на SQL
- SourceHaven — Спочатку була зроблена на основі Subversion; є вбудовані можливості роботи з базою даних Oracle, та управління за допомогою вебдодатків
- StarTeam — координація та керування процесом доставки програмного забезпечення Borland; централізоване управління цифровими активами та діяльністю
- Store — система управління вихідним кодом і версіями від Cincom для свого середовища VisualWorks для Smalltalk
- Surround SCM — крос-платформний інструмент управління вихідних кодів; помітна особливість є можливість процесу відслідковувати, в якому стані були внесені зміни
- Team Coherence — інтегрована система контролю версій та відстеження помилок
- TeamWork — система управління конфігурацією і контролю версій для схем і даних баз даних, написана dbMaestro
- Telelogic Synergy — інтегрована, SCC сумісна система управління змінами і основана на задачах система управління конфігураціями; власність IBM.
- TrackWare — система контролю версій і управління конфігурацією від GlobalWare
- Vault — інструмент контролю версій від SourceGear (перше встановлення може бути використане безкоштовно)
- VC/m — керування версіями, управління процесами, впровадження та аудит від George James Software
- Version Manager — оснований на даних інструмент контролю версій від ebiexperts; може порівнювати Microsoft Office, XML, PDF та інші файли
- Visual SourceSafe — інструмент контролю версій від Microsoft; орієнтований на малі групи
- Visual Studio Team System — Процесно орієнтований клієнт-серверний набір інструментів від Microsoft для великих розробницьких організацій; об'єднує елементи контролю, звітності, автоматизації збирання, тестування та інтеграції з Microsoft Office

### Інші порівняння
- Коментарі про відкриті / вільні Software Configuration Management (SCM) Systems [Архівовано 9 листопада 2020 у Wayback Machine.]
- Короткий посібник з вільних систем управління версіями [Архівовано 11 квітня 2010 у Wayback Machine.]
- Порівняння кількох власницьких та вільних систем контролю версій
- Системи управління версіями для Linux [Архівовано 25 січня 2010 у Wayback Machine.]
- Ціни та порівняння можливостей систем управління версіями (від розробників Code Co-op)

#### Додатково про системи управління версіями
- Блог Брема Коена (Bram Cohen) про контроль версій стосовно ядра Linux [Архівовано 19 грудня 2005 у Wayback Machine.] (засновник та інвестор Codeville), 2005-04-23
- Про деякі аспекти Subversion від Бена Колінза-Сусмана(Ben Collins-Sussman) — розробника Subversion, 2004-12-21
- LWN article [Архівовано 16 червня 2010 у Wayback Machine.]: «The Monotone version control system», 2005-04-13
- Засоби управління конфігурацією, каталог посилань Open Directory Project
- Робоча група IETF Delta-V [Архівовано 6 квітня 2010 у Wayback Machine.] — Вдосконалення Вебу за допомогою контролю версій та управління конфігураціями… (WebDAV)